# ثنائي فينيل الميثان
ثنائي فينيل الميثان هو مركب عضوي له الصيغة المجملة C13H12، والتي يمكن أن تكتب على الشكل المفصل C6H5)2CH2). يتكون مركز المركب من جزيء ميثان تحل فيه مجموعتا فينيل مكان ذرتي هيدروجين متقابلتين.

## التحضير
يحضر نائي فينيل الميثان من تفاعل كلوريد البنزيل مع مركب البنزين بوجود حمض لويس مثل كلوريد الألومنيوم وفق تفاعل فريدل-كرافتس.

## الخصائص
- لا ينحل ثنائي فينيل الميثان في الماء، ولكنه لديه انحلالية جيدة في المذيبات العضوية.
- تشكل البنية الهيكلية بهذا المركب أساساً لمركبات مجموعة البنزهيدريل benzhydryl.

## الاستخدامات
- يستخدم كمذيب عضوي وخاصة في مجال الأصبغة
- تستخدم مشتقاته في صناعة الأدوية

## اقرأ أيضاً
- ثنائي فينيل الميثانول
- ثلاثي فينيل الميثان